# 세례자 요한
세례자 요한(洗禮者 - ) 또는 침례자 요한(浸禮者 -)은 기원전 1세기 말 팔레스타인 지방에서 예수 그리스도를 심판주로 묘사하는 설교를 하면서 사람들에게 세례자이자 예수가 세상에 온다고 예고한 예언자이다. 신약성서 복음서와 역사가 플라비우스 요세푸스의 역사서 유대 고대사는 요한을 비중있게 언급하고 있다. 특히 복음서는 예수가 요한에게 세례 받았다고 언급한다.

## 생애

### 탄생
복음서는 세례자 요한에 관한 이야기로 시작한다. 오늘날 신약성서학자들이 가장 먼저 작성했다고 추정하는 마가 복음서(1, 1-8)는 요한의 전도 활동에 관한 이야기로 시작하며, 마가의 기록은 마태오 복음서(3, 1-20)와 누가 복음서(3, 1-11)와 비교해 볼 때, 차이가 있는 예수 전승들을 빼고 나면 세례자 요한 묘사는 거의 비슷하다.
요한의 탄생과 가족 사항은 오로지 누가 복음서(1, 5-25)에만 나온다. 누가에 따르면 요한은 유대의 사제직에 있던 즈카르야(고대 그리스어: 자카리아스)와 아론의 피를 받은 어머니 엘리사벳의 아들이라고 한다.
요한이 태어난 이야기는 다음과 같다. 늙도록 아이를 얻지 못하고 살던 제사장 즈가리야에게 어느 날 대천사 가브리엘이 나타났다. 아내인 엘리사벳이 사내 아이를 잉태하며, 아이가 태어나면 이름을 요한이라 지어 부르라고 지시하였다. 이에 덧붙여 요한은 이스라엘 백성들을 전도하는 일을 맞게 되리라 예언했다. 그러나 즈가리야는 나이가 지긋한 관계로 천사가 전한 탄생소식을 믿지 못하여 상당히 몇 개월 동안 말을 하지 못하였다. 누가 복음사가는 세례자 요한의 탄생 이야기에 뒤이어서 예수의 탄생에 관한 이야기를 적는 편집구조로 요한과 예수가 하느님의 계시로 태어났으며, 두 사람의 얽힌 운명을 미리 암시했다. 요한은 예수보다 6개월 빨리 태어났으며 태어난 후의 그의 성장 과정은 기록이 없으며, 그가 광야에서 세례를 베풀며 설교하는 장면만이 있다.

### 활동
신약성경의 4대 복음서(마태, 마가, 누가, 요한복음) 속에서 보면 그는 소년 시절부터 요르단 지역의 광야에 지내면서 메뚜기와 석청(야생꿀)을 먹으며 자신의 선조들의 삶인 유목민처럼 지냈고 그가 입던 옷은 낙타의 가죽으로 만들었고 허리띠 역시 가죽 끈을 이용했다고 한다. 세례자 요한은 30세가 되던 해부터 갈릴래아의 요르단 강가에서 지내며 강에 오는 사람들에게 세례를 베풀고 설법하며 살았는데 특이하게도 같은 유대계인 바리사이파와 사두가이파들에게는 세례를 베풀지 않았다고 한다. 그러던 어느 날 세례자 요한은 우연히 예수 그리스도를 만났고 그는 예수를 알아보고 자신이 오히려 예수에게 세례를 받아야 한다고 했지만 예수의 결심이 확고하여 세례를 베풀었다. 이후 자신은 물로 세례를 베풀지만 예수는 성령의 불로 세례를 베풀리라는 말을 남겼다. 예수와 만나고 세례한 이후로 그는 전 지역을 순례하며 설교했다고 한다.

### 죽음
마가 복음서에서는 세례자 요한이 헤롯왕실의 도덕적인 부패를 비판했다가 살로메의 어머니 농간으로 처형되었다고 설명했다. 하지만 역사가 요세푸스에 따르면 세례자 요한이 죽은 진짜 이유는 민중의 존경이었다. 민중에게 존경받는 세례자 요한의 엄청난 인기가 반란으로 이어질 것을 두려워하여 숙청했다고 한다. 그리고 사망 시기는 성경에서 예수가 활동을 시작하던 시기로 기록하며, 정확한 사망년도는 아직 모른다.

## 만다야교의 시각
만다야교도들은 세례자 요한을 최후의 예언자로 여긴다. 만다야교도들은 그가 예수를 세례 주었다는 데 동의하지만 예수를 선지자로 받아들이기는 거절한다. 그들에게는 세례자 요한이 유일한 메시아이다. 그래서 역사비평을 성서해석방법으로 받아들이는 성서학자들은 복음서에서 예수가 세례자 요한에게 하느님의 뜻에 따라 스스로 세례를 받았다는 이야기를 언급한 이유를 초대교회가 만다야교 신자들과 누가 메시아이며, 예언자인가에 대한 논쟁을 한 역사적 배경 때문으로 보기도 한다.
만다야교에서는 세례자 요한의 죽음을 다음과 같이 묘사한다. 천사가 세살짜리 아이의 모습으로 그에게 다가오는데, 요한은 그가 천사인 걸 알면서 그에게 세례를 해 주었고, 그 과정에서 죽는다. 천사는 요한의 사체를 진흙으로 감싼다.
만다야교에서는 예수의 세례를 요한의 천사세례로 표현한다.

## 같이 보기
- 예수의 연대학
- 신약의 역사적 배경
- 리옹 대성당